# (200087) 1992 SX4
(200087) 1992 SX4 es un asteroide perteneciente al cinturón de asteroides, descubierto el 24 de septiembre de 1992 por el equipo del Spacewatch desde el Observatorio Nacional de Kitt Peak, Arizona, Estados Unidos.

## Designación y nombre
Designado provisionalmente como 1992 SX4.

## Características orbitales
1992 SX4 está situado a una distancia media del Sol de 2,416 ua, pudiendo alejarse hasta 2,705 ua y acercarse hasta 2,127 ua. Su excentricidad es 0,119 y la inclinación orbital 3,234 grados. Emplea 1372,20 días en completar una órbita alrededor del Sol.

## Características físicas
La magnitud absoluta de 1992 SX4 es 16,5.